# かわりだね秋都
かわりだね 秋都（かわりだね　あきと）は、日本の漫画家、イラストレータ。1994年にファンタジィカクテル（1994年10月号）にて「りもこんがぁる」でデビュー。
近年は、同人サークル「夕暮向房」のメンバーとしての活動がメインとなっている。

## 単行本リスト
1. 『リモコン･ガール』1995.11.20 (1995/10/11発売、富士見出版、富士見コミックス)
  - 抵抗できない／リモコンガールH SIDE:A／リモコンガールH SIDE:B／感じる関係／デンジャラス棋士／美少女トリプルウォーズ（前編・後編）／ダウトを探せ！／インビテーション／インビテーション２／リモコン・ガール／あとがき
2. 『みとるちゃんと一緒』1996.11.15 (1996/10/9発売、富士見出版、富士見コミックス)
  - 幼なじみ／リモコンガールU〜淫美少女〜／リモコンガールU〜奉仕する〜／家族サークル／ぷっちんデート／みとるちゃんと一緒／遠い純愛／力ずくの恋／恋はロングタイム／あとがき
3. 『純愛ウイルス』1997.5.31 (東京三世社、DOコミックス)
4. 『すぴーど&ハード』1997.6 (東京三世社、DOコミックス)
5. 『好きでいてね』1998.8.31 (東京三世社、LEコミックス)
6. 『それぞれの快感』1999.5.31 (東京三世社、LEコミックス)
7. 『ラブ･プレッシャー』2000.9.15 (2000/8/7発売、富士見出版、富士見コミックス)
  - さくら咲く頃／恋人現在進行形／彼女のほどよい事情／マジカル・リング／天使のニンジン／ボディ・センサー／友達以上／汚してお願い／やさしい恋物語／大好きなんだもん
8. 『天使の受難』2001.2.20 (2001/1/12発売、蒼竜社、プラザCOMIX、B6判)
  - リモコンガールU〜淫美少女／リモコンガールU〜奉仕する／リモコンガールH side:A／リモコンガールH side:B／インビテーション１〜２／遠い純愛／抵抗できない／美少女トリプルウォーズ（前編・後編）